# Campo Ligure
Campo Ligure est une commune italienne de la ville métropolitaine de Gênes, dans la région Ligurie.
Elle est jumelée avec la commune française de Corbelin dans l'Isère depuis 2008.

## Administration
| Période                                  | Période | Identité | Étiquette | Qualité |
| ---------------------------------------- | ------- | -------- | --------- | ------- |
|                                          |         |          |           |         |
| Les données manquantes sont à compléter. |         |          |           |         |

### Communes limitrophes
Bosio, Masone, Rossiglione, Tiglieto